# Liceo classico Pietro Verri

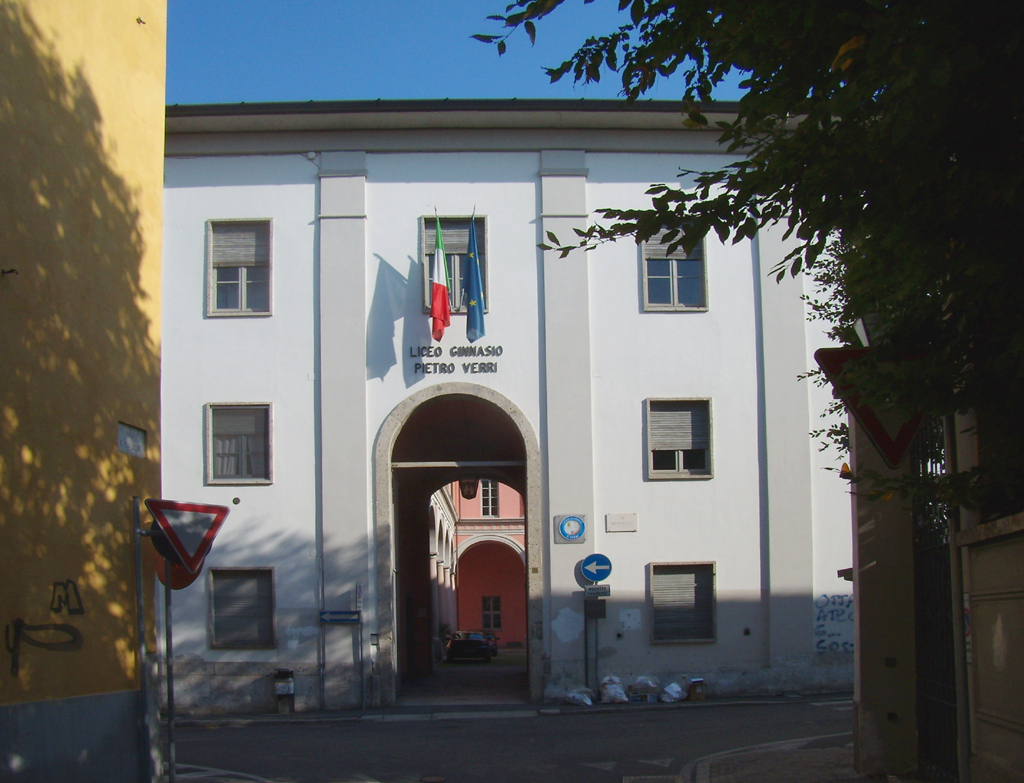
L'ingresso del Liceo Verri, visto da via Cavour

Il Liceo classico Pietro Verri è l'unico liceo classico statale di Lodi e uno dei più antichi d'Italia.
Ha sede in via San Francesco 11, nell'ex convento di San Benedetto, in pieno centro storico, vicino alla chiesa di San Francesco, al Duomo, al Teatro alle Vigne e a palazzo Broletto.
Dal 1994 è la sezione classica del liceo scientifico Giovanni Gandini di Lodi.

## Storia
La prima istituzione liceale pubblica di Lodi, antico nucleo del Verri, nacque nel 1629. L'arcidiacono Paolo Dunieri alla sua morte lasciò una parte del suo patrimonio all'ordine dei barnabiti, perché questi organizzassero dei corsi pubblici di studi superiori, filosofici e teologici. Successivi lasciti consentirono la creazione di un corso inferiore di studi, basato sull'insegnamento di letteratura, grammatica e retorica.
Nel 1664, i corsi tenuti dai barnabiti e finanziati dal Comune crebbero fino ad otto, costituendo il nucleo del futuro liceo Verri.
Le materie che facevano parte dell'insegnamento dei barnabiti aumentarono dopo la metà del Settecento. Grazie alle riforme scolastiche di Maria Teresa e Giuseppe II, furono introdotte nel corso di studi anche discipline scientifiche (come matematica, geometria, fisica) e giuridiche. Lo studio e l'applicazione delle materie scientifiche permise agli studenti e ai docenti del Liceo la costruzione di un pallone aerostatico, uno dei primi.
I corsi del liceo di Lodi furono totalmente gestiti dal Comune fino al regno di Francesco Giuseppe, che promosse la trasformazione delle scuole dell'Impero austriaco in entità statali. Il corso inferiore di studi dei barnabiti fu trasformato in Imperial Regio Ginnasio, mentre il corso superiore rimase a carico del Comune di Lodi per alcuni anni, fino al 1857.

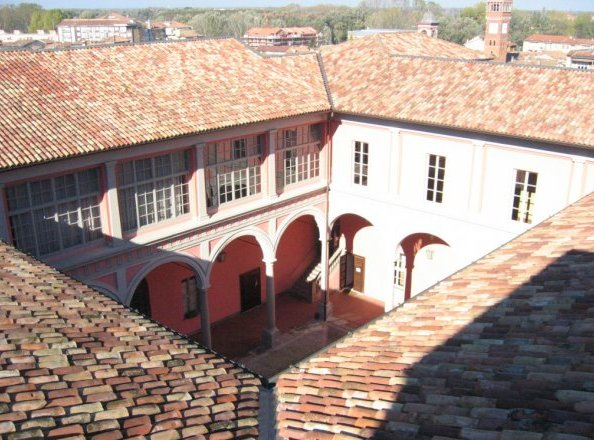
Il chiostro dell'istituto visto dalla torretta.

I corsi di studio del Liceo furono profondamente modificati dalla Legge Casati, che prevedeva la divisione degli 8 anni di insegnamento in Ginnasio e Liceo. I primi 5 anni erano formati da lezioni di italiano, latino, greco, aritmetica, geografia, storia, religione, ginnastica ed esercizi militari. I seguenti tre erano caratterizzati dall'insegnamento di italiano, latino, greco, filosofia, storia, matematica, fisica, chimica, storia naturale. Il Liceo, denominato sotto Vittorio Emanuele II Regio Liceo Ginnasiale, fu intitolato all'illuminista milanese Pietro Verri.
Il Liceo Verri occupa la sede attuale dalla metà degli anni trenta. In precedenza, fin dalla sua nascita, esso si trovava accanto all'attuale teatro alle Vigne, allora chiesa di San Giovanni alle Vigne. Tuttavia, in seguito alla Riforma Gentile del 1929 il numero di studenti aumentò a tal punto da rendere troppo piccola la storica sede. L'edificio scelto come nuova sede del Liceo fu l'ex-monastero di San Benedetto, risalente ai primi del Trecento. Il convento era stato occupato dagli ordini delle Suore umiliate e delle Monache benedettine ed era stato modificato più volte: su progetto di Pellegrino Tibaldi era stato realizzato il chiostro, rifatto poi (con il cortile interno) da Giuseppe Piermarini.
L'edificio, con l'annessa cappella (che divenne l'Aula Magna) negli anni trenta, prima del trasferimento, fu ristrutturato da Giovanni Muzio. Il trasferimento del Verri nella nuova struttura avvenne nel 1935.
La riforma Bottai del 1940 fece perdere i primi tre anni del Ginnasio a tutti i licei classici, Verri incluso.

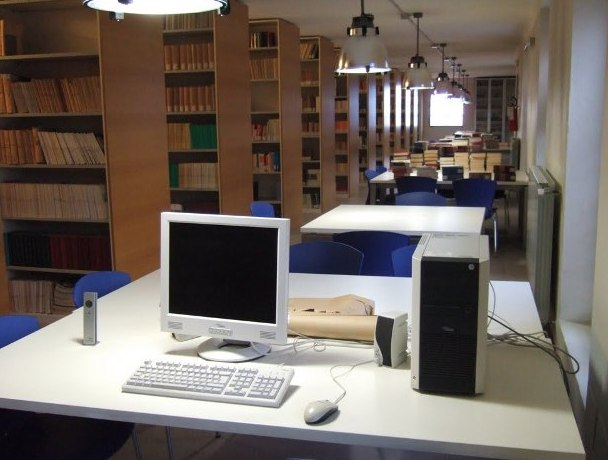
La nuova biblioteca del Verri.

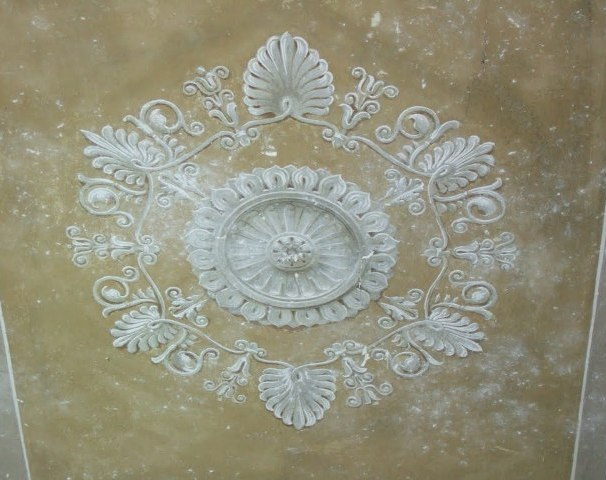
Particolare dell'affresco ancora presente nella sala docenti.

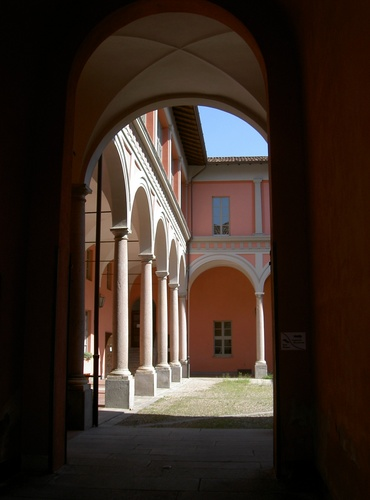
L'atrio d'ingresso della scuola.

Le iscrizioni diminuirono fortemente tra il 1950 e il 1970, quando nacquero anche i licei classici di Crema e di San Donato Milanese. Negli anni ottanta tuttavia, con la nascita della sezione distaccata di Codogno, il numero di iscritti tornò a salire; in seguito la sede di Codogno fu affidata al Liceo Novello. Nel 1994 il liceo classico P. Verri fu accorpato al Liceo Scientifico G. Gandini.

## Edificio
L'edificio, di proprietà del Comune, risale ai primi anni del XIV secolo,  nel 1312 il vescovo Egidio dell'Acqua concesse l'edificio alle monache umiliate, che occuparono il monastero fino alla fine del XVI secolo.
Nel 1579, in seguito alla soppressione dell'ordine (1570) e all'assunzione della regola di San Benedetto, il monastero passò alle Monache benedettine. Il numero di monache crebbe rapidamente e si decise di costruire una chiesa annessa al monastero; così, nel 1588, fu edificata la chiesa del convento, poi adibita ad Aula Magna.
Nel 1615 il monastero fu ristrutturato su disegno (risalente alla fine del XVI secolo) dell'architetto Pellegrino Tibaldi, a cui si deve in particolare il progetto del chiostro.
La chiesa subì alcuni interventi nel XVIII secolo, epoca a cui risalgono gli stucchi e gli affreschi dell'Aula Magna.
Il 22 aprile 1785 il monastero e la chiesa furono soppressi, in vista di un cambiamento di destinazione d'uso; inizialmente fu adibito a ricovero per mendicanti.
Nel 1794 l'edificio fu nuovamente ristrutturato e l'architetto Giuseppe Piermarini diede l'aspetto definitivo al chiostro e al cortile interno; l'ex monastero assunse l'aspetto neoclassico che lo contraddistingue.
Con l'istituzione del Regno lombardo-veneto l'ex monastero divenne, dal 1816, sede dell'Imperial Regia Delegazione Provinciale, fino alla cessione della Lombardia al Regno di Sardegna. Dal 1859, con il Decreto Rattazzi, diventò sede della sottoprefettura del circondario di Lodi, fino alla soppressione dell'ente nel 1926.
Negli anni trenta l'edificio fu individuato come nuova sede per il liceo classico di Lodi. L'architetto Giovanni Muzio, esponente di spicco del movimento artistico del "Novecento, nel 1932 ricevette l'incarico di restaurare l'ex convento e di trasformarlo in liceo. Il chiostro fu completato nella parte mancante del secondo ordine verso la chiesa, la chiesa fu adattata ad aula magna del liceo, la struttura fu dotata di classi e laboratori. Nel 1935 il liceo si trasferì nella nuova sede, rimasta uguale a come ridisegnata da Giovanni Muzio fino all'anno 2000. Tra il 2000 e il 2002 l'edificio è stato completamente rinnovato e restaurato, recuperati gli affreschi e gli stucchi settecenteschi sopravvissuti alla ristrutturazione degli anni trenta, nell'aula magna e in sala docenti; è stata inoltre costruita una nuova biblioteca, ricavata negli spazi del sottotetto.
Dal 2003, terminata la ristrutturazione la sede è nuovamente occupata dal Liceo Verri.